# 100BASE-TX
100BASE-TX (100Base-TX) je jedna z technologií patřící do standardu Ethernet pro přenos dat v lokalních sítích (LAN) rychlostí 100 Mb/s. Vzhledem k desetinásobnému zvýšení rychlosti oproti předešlému standardu se nazývá Fast Ethernet.
Technologie 100Base-TX realizuje nejnižší, fyzickou vrstvu referenčního modelu ISO/OSI, protože realizuje pouze fyzické spojení mezi zařízeními. Přenosovým médiem je kabel s měděnými nestíněnými kroucenými páry UTP nebo FTP kategorie 5 nebo 6, zakončený na obou stranách konektorem 8P8C (často nesprávně označovaným jako RJ-45).
Název standardu udává jeho hlavní parametry: 100 označuje rychlost přenosu v megabitech za sekundu, „Base” označuje digitální přenos v základním pásmu, označení TX označuje měděnou kroucenou dvojlinku kategorie 5e nebo vyšší. Existují technologie používající kroucenou dvojlinku nižší kategorie pro přenos dat rychlostí 100 Mb/s, které mají za písmenem T jiné označení.

## Zvláštnosti kabelů s nestíněnými kroucenými páry

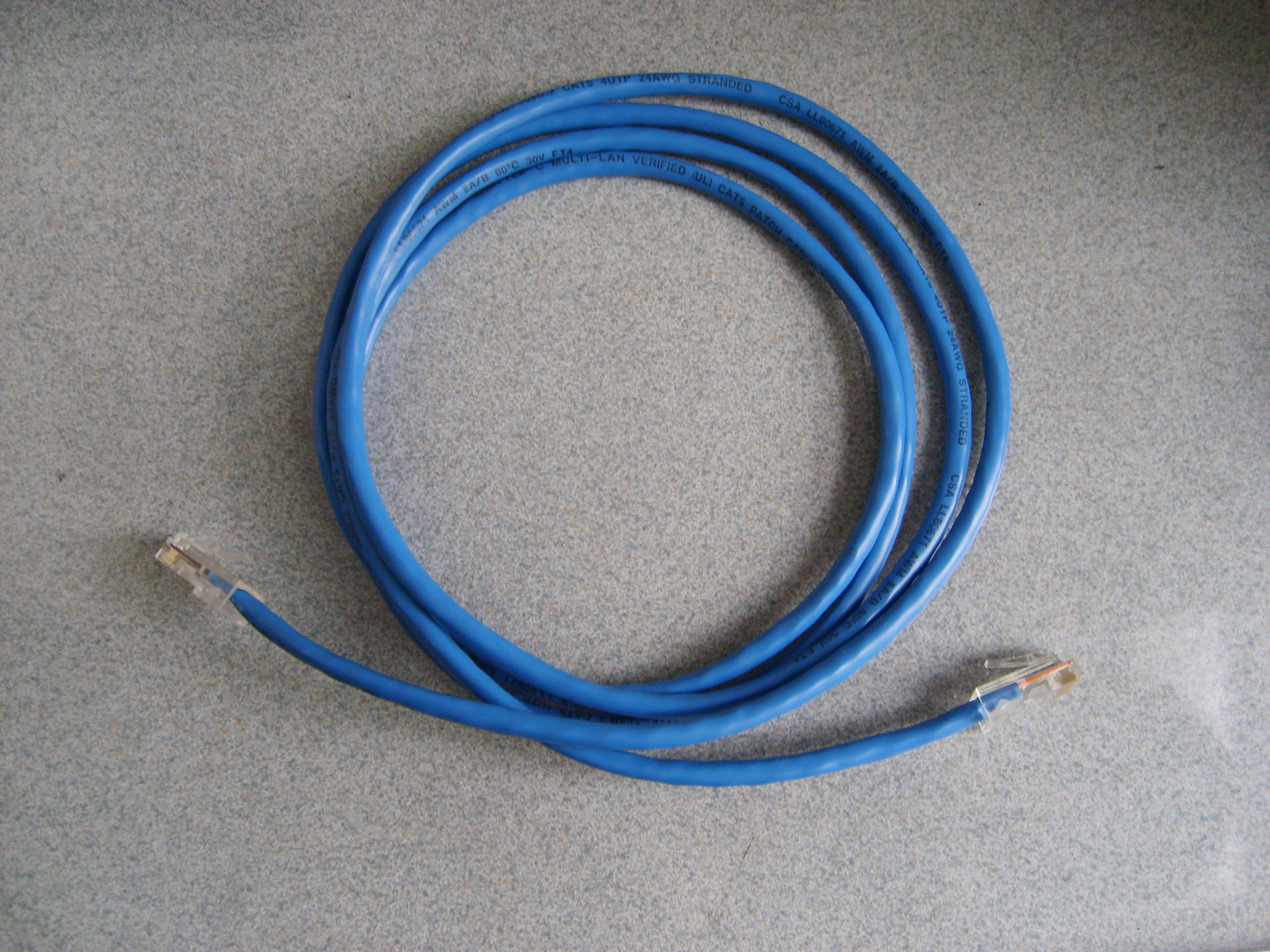
Kroucený pár UTP

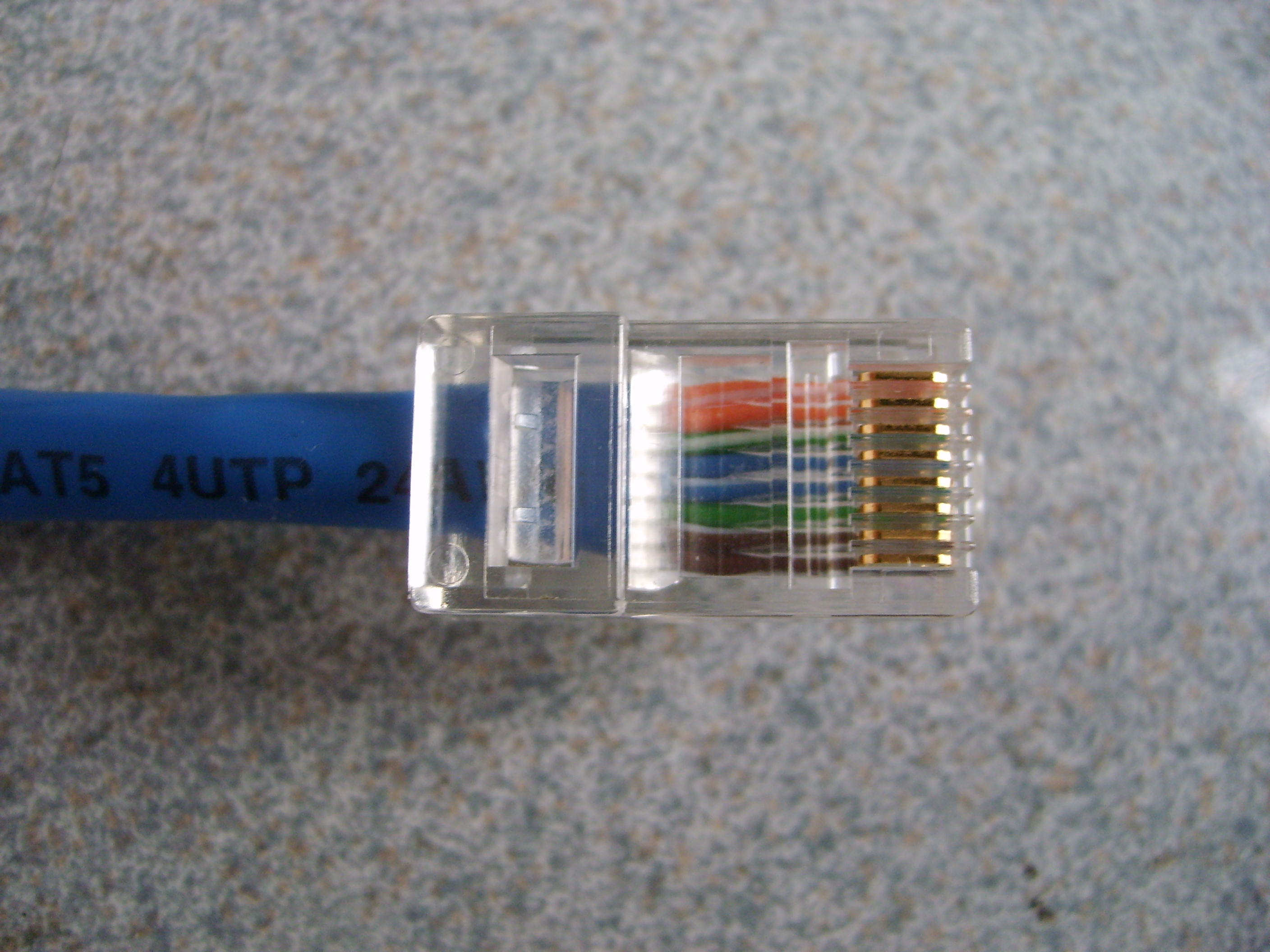
Konektor 8P8C

Kabel UTP (anglicky Unshielded Twisted Pair) se skládá ze čtyř párů měděných kroucených vodičů. Na rozdíl od kabelů se stíněnými kroucenými páry STP nemá stínění. Každý z vodičů má vlastní izolaci, a vodiče každého páru jsou vzájemně zkrouceny. Kabel využívá efektu přenosu zkroucenou dvojicí vodičů. Pro zmenšení přeslechů mezi páry používá každý pár jinou hustotu zkroucení. Mimoto je tento kabel náchylnější ke zhoršení kvality signálu způsobenému elektromagnetickým (EMI) a rádiovým (RFI) rušením.
Podle standardu EIA/TIA 568 existují dva způsoby postupného uspořádání vodičů v konektoru 8P8C (často nesprávně nazývaném RJ-45) zakončujícím kabel – A a B. Kabel se dvěma zakončeními A nebo dvěma zakončeními B je přímý kabel; kabel s jedním zakončením A, a druhým B, je křížený kabel.
Přímý kabel (anglicky straight-through) se používá pro propojení:
- Koncentratoru s přepínačem
- Koncentratoru s routerem
- Přepínače s routerem
- Routeru s počítačem
- Počítače s přepínačem
- Počítače s koncentrátorem

Naproti tomu křížený kabel (anglicky crossover) slouží pro propojení:
- Koncentrátoru s koncentratorem
- Přepínače s přepínačem
- Routeru s routerem
- Počítače s počítačem

Kabely je nutné rozlišovat pouze u starší generace zařízení, křížený kabel není potřeba, pokud zařízení mají funkci Auto MDI-MDIX.

## Přenos dat
Pro přenos dat se používají dvě samostatné dvojice vodičů kroucených párů, vodiče 1 a 2 (druhý pár) pro vysílání dat z počítače (TX), a vodiče 3 a 6 (třetí pár) pro příjem dat (RX). Oba páry pracují nezávisle v plném duplexu, rychlostí přenosu 100 Mb/s.
Zbylé dva páry vodičů kabelu kategorie 5e nejsou používány. Mohou být použité např. k vyvedení druhého připojení 100BASE-TX, pro dvě analogové telefonní linky nebo pro napájení síťových zařízení (PoE), např. IP kamery. Z ekonomických důvodů pro zařízení pracujících jen podle standardu 10BASE-T/100BASE-TX se setkáváme kabely obsahující pouze dva páry vodičů .
Přenášená data kódované jsou při užití kódu 4B5B, a následně konvertované na jedno z 3 napětí mezi vodiči páru při užití kódu MLT-3 (anglicky Multi Level Transmit 3). Data jsou vysílaná s taktovací frekvencí 125 MHz, což odpovídá přenosové rychlosti 100 Mb/s. Díky použití kódování MLT-3 je maximální frekvence signálu na spoji 31,25 MHz.
Přenos digitálního signálu po nestíněném krouceném páru způsobuje, že je vyzařováno rádiové rušení v oblasti velmi krátkých vln.

## Pořadí vodičů
| Pin | Pár | Vodič | Barva         |
| --- | --- | ----- | ------------- |
| 1   | 3   | 1     | bílo-zelený   |
| 2   | 3   | 2     | zelený        |
| 3   | 2   | 1     | bílo-oranžový |
| 4   | 1   | 2     | modrý         |
| 5   | 1   | 1     | bílo-modrý    |
| 6   | 2   | 2     | oranžový      |
| 7   | 4   | 1     | bílo-hnědý    |
| 8   | 4   | 2     | hnědý         |

| Pin | Pár | Vodič | Barva         |
| --- | --- | ----- | ------------- |
| 1   | 2   | 1     | bílo-oranžový |
| 2   | 2   | 2     | oranžový      |
| 3   | 3   | 1     | bílo-zelený   |
| 4   | 1   | 2     | modrý         |
| 5   | 1   | 1     | bílo-modrý    |
| 6   | 3   | 2     | zelený        |
| 7   | 4   | 1     | bílo-hnědý    |
| 8   | 4   | 2     | hnědý         |

^ Je vidět oba typy se liší pouze prohozením oranžového páru se zeleným

## Maximální dosah
Sítě s technologií 100Base-TX mají hvězdicovou topologii. Předpokládá se, že maximální délka kabelu mezi zařízeními, která nezpůsobí útlum signálu znemožňující správný příjem dat, je 100 metrů (ale ze zkušeností vyplývá, že při použití moderních síťových zařízení je možná vzdálenost větší, až 150 m). Pro překlenutí větší vzdálenosti je možné použít opakovače, je však třeba pamatovat, že se nesmí překročit zpoždění přenosu. Použitím opakovačů je možné zvětšit vzdálenost mezi zařízeními až na 200 metrů. Mezi dvěma opakovači však může být kabel o délky pouze 5 metrů, takže použitím dvou opakovačů se vzdálenost zvětší pouze na 205 metrů.
Vzhledem k tomu, že kabely tvořené nestíněnými kroucenými páry UTP jsou nejlevnějším a nejsnáze dostupným médiem, a rychlost 100 Mb/s je v současné době standardem v lokálních sítích, technologie 100Base-TX je mezi uživateli Ethernetu velmi oblíbená. Nicméně vzhledem k možnosti použití stejné kabeláže (kabel s kroucenými páry kat. 5e) a stále levnějšími síťovými zařízeními pro Gigabitový Ethernet, je Fast Ethernet od počátku druhého desetiletí 21. století stále více vytlačován rychlejšími variantami Ethernetu.